# Strand-Grasnelke
Die Strand-Grasnelke (Armeria maritima), sehr häufig auch Gewöhnliche Grasnelke genannt, ist eine Pflanzenart die zur Familie der Bleiwurzgewächse (Plumbaginaceae) gehört. Anders als ihr Trivialname vermuten lässt, ist sie keine Nelke. Sie ist ein typisches Florenelement der Salzwiesen an der Meeresküste. Die Sand-Grasnelke (subsp. elongata) wächst dagegen im Binnenland. Für 2024 wurde die Strand-Grasnelke zur Blume des Jahres gekürt.

## Beschreibung

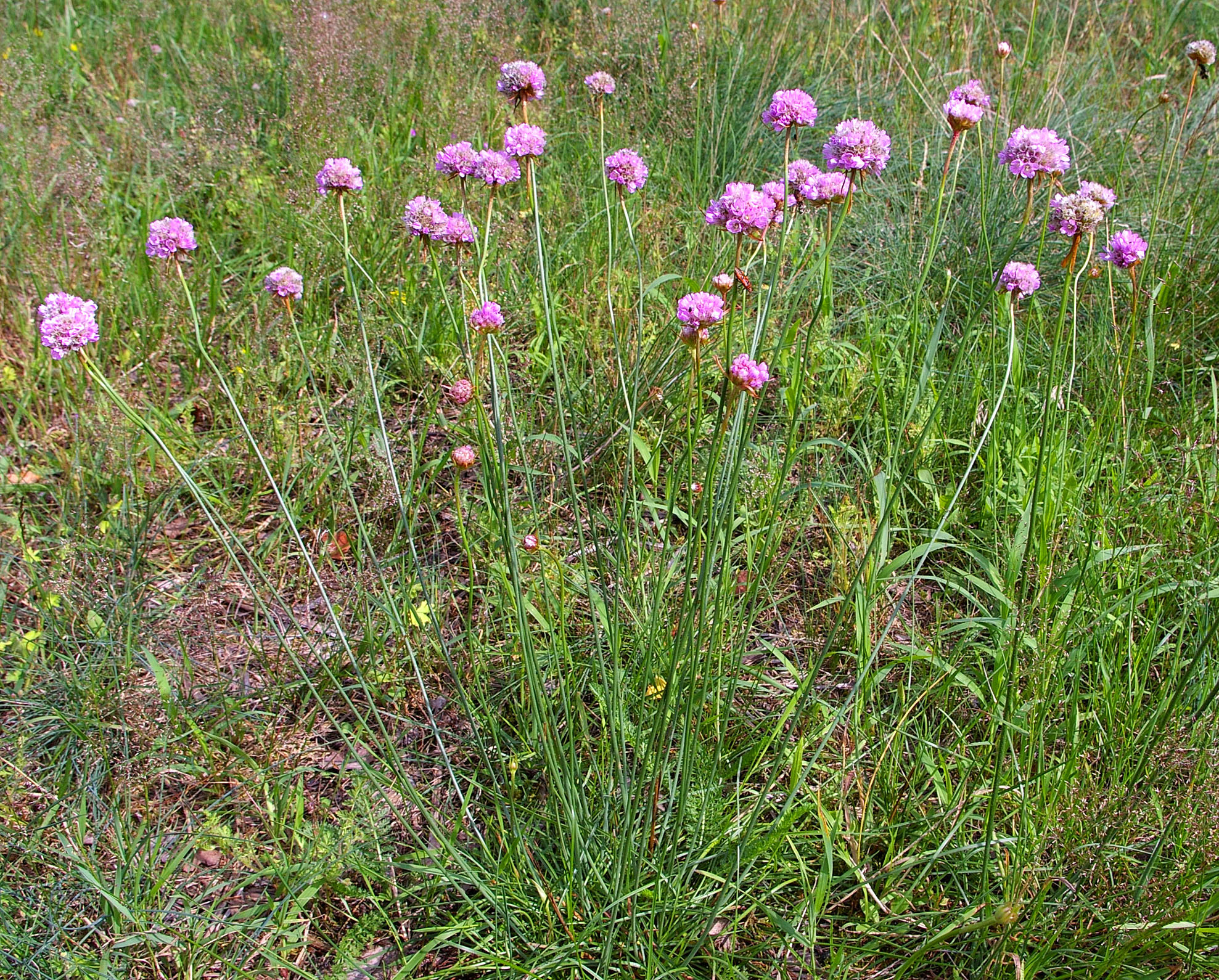
Sand-Grasnelke (Armeria maritima subsp. elongata), Habitus

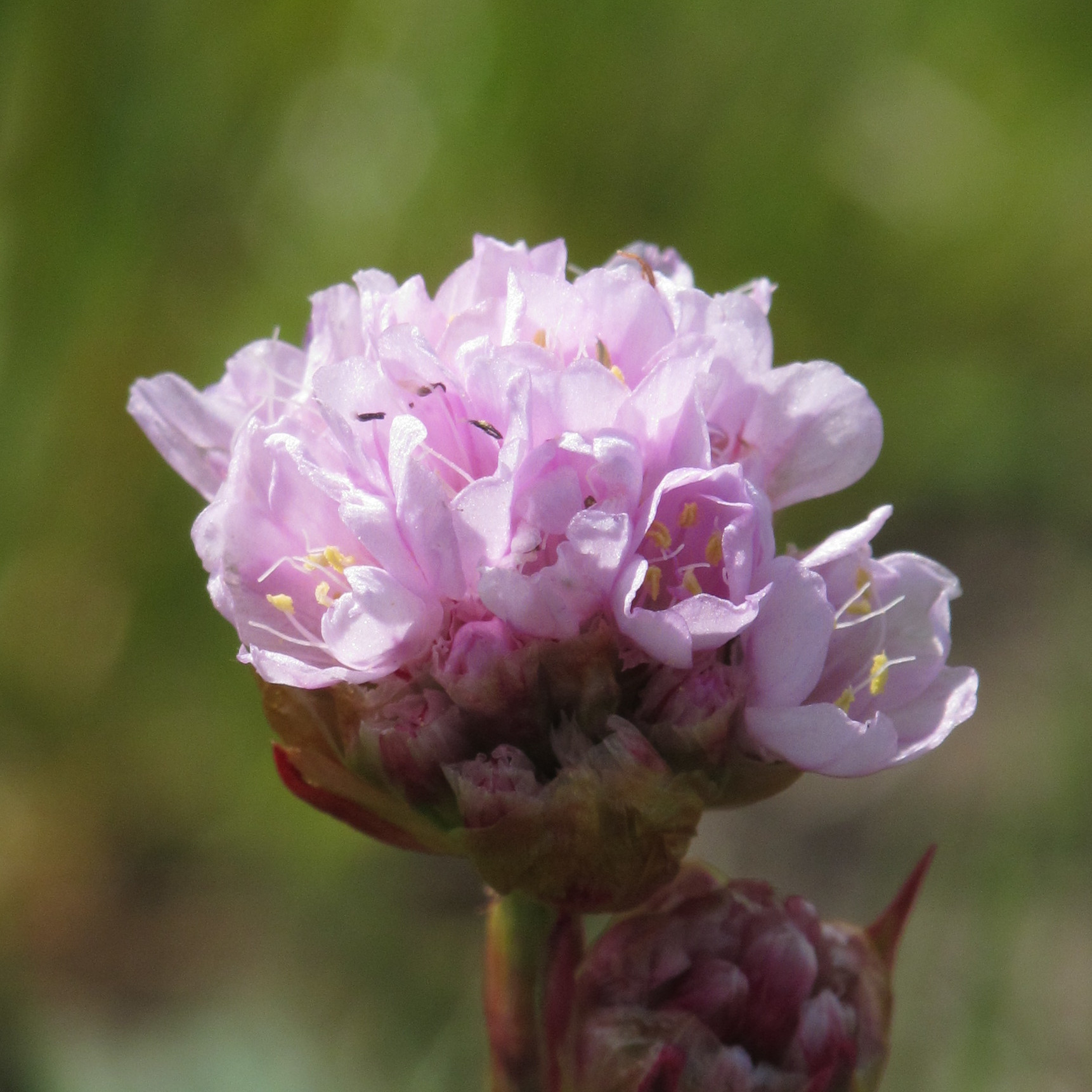
Strand-Grasnelke (Armeria maritima subsp. maritima), Blütenstand

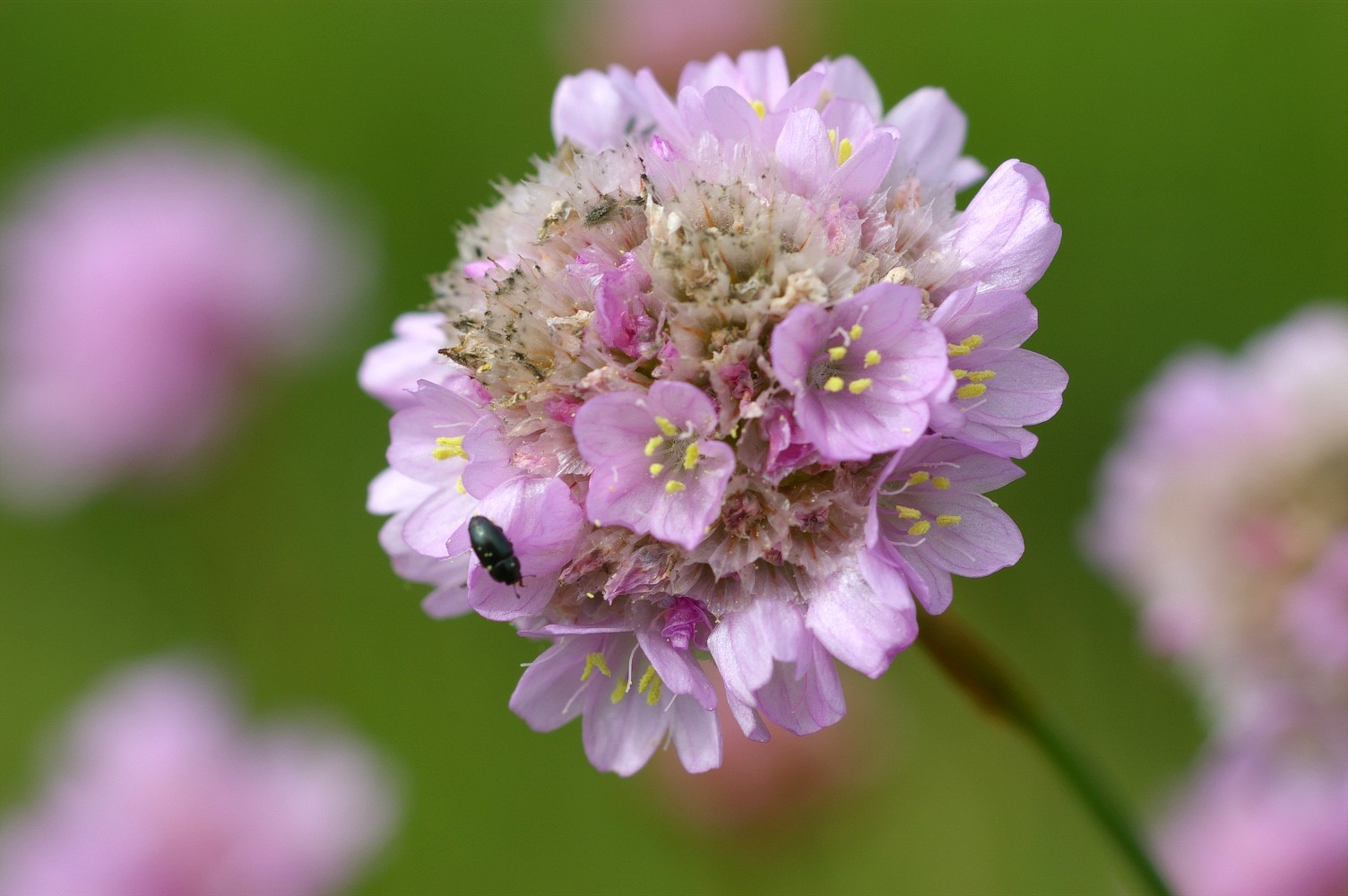
Sand-Grasnelke (Armeria maritima subsp. elongata), Blütenstand

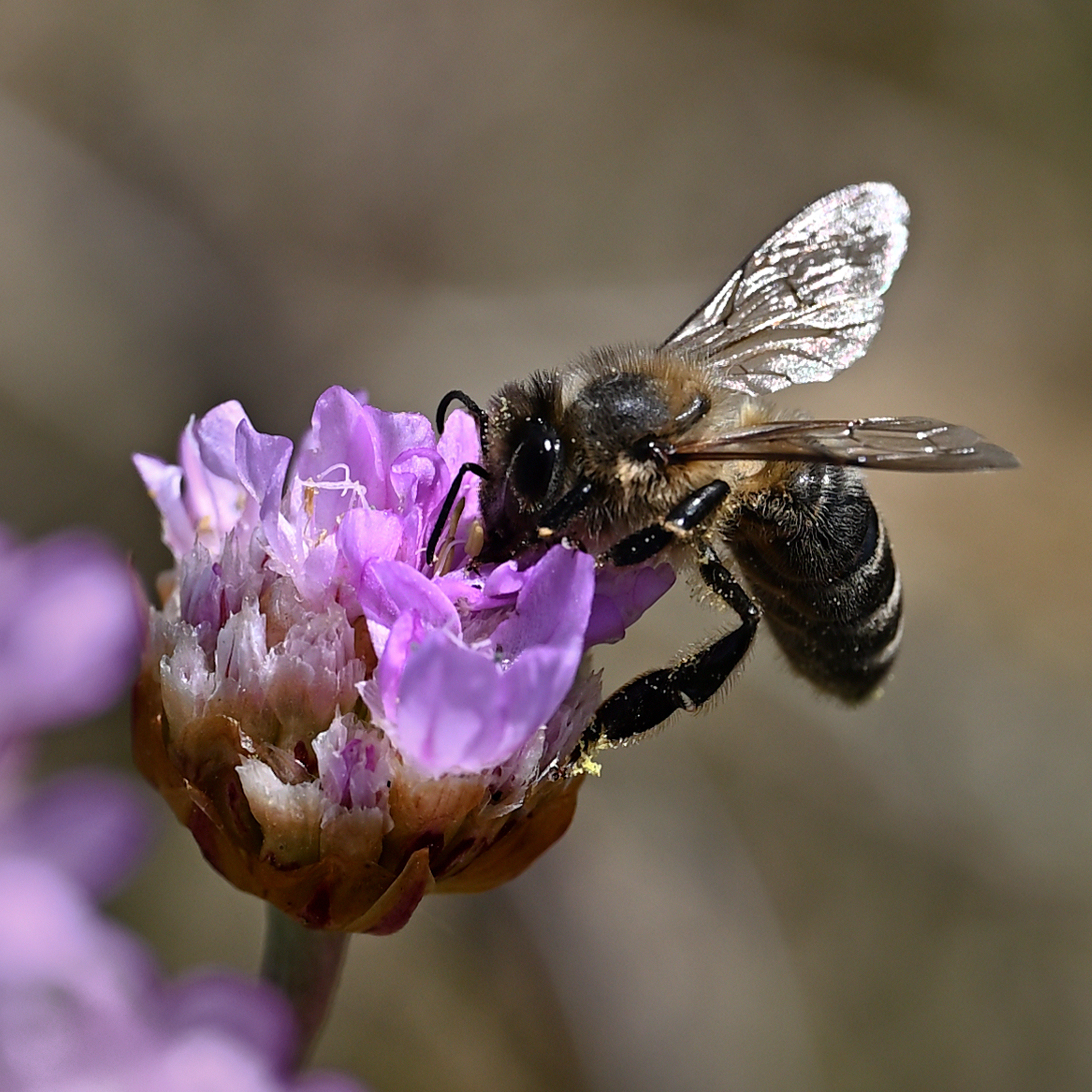
Grasnelke mit Biene

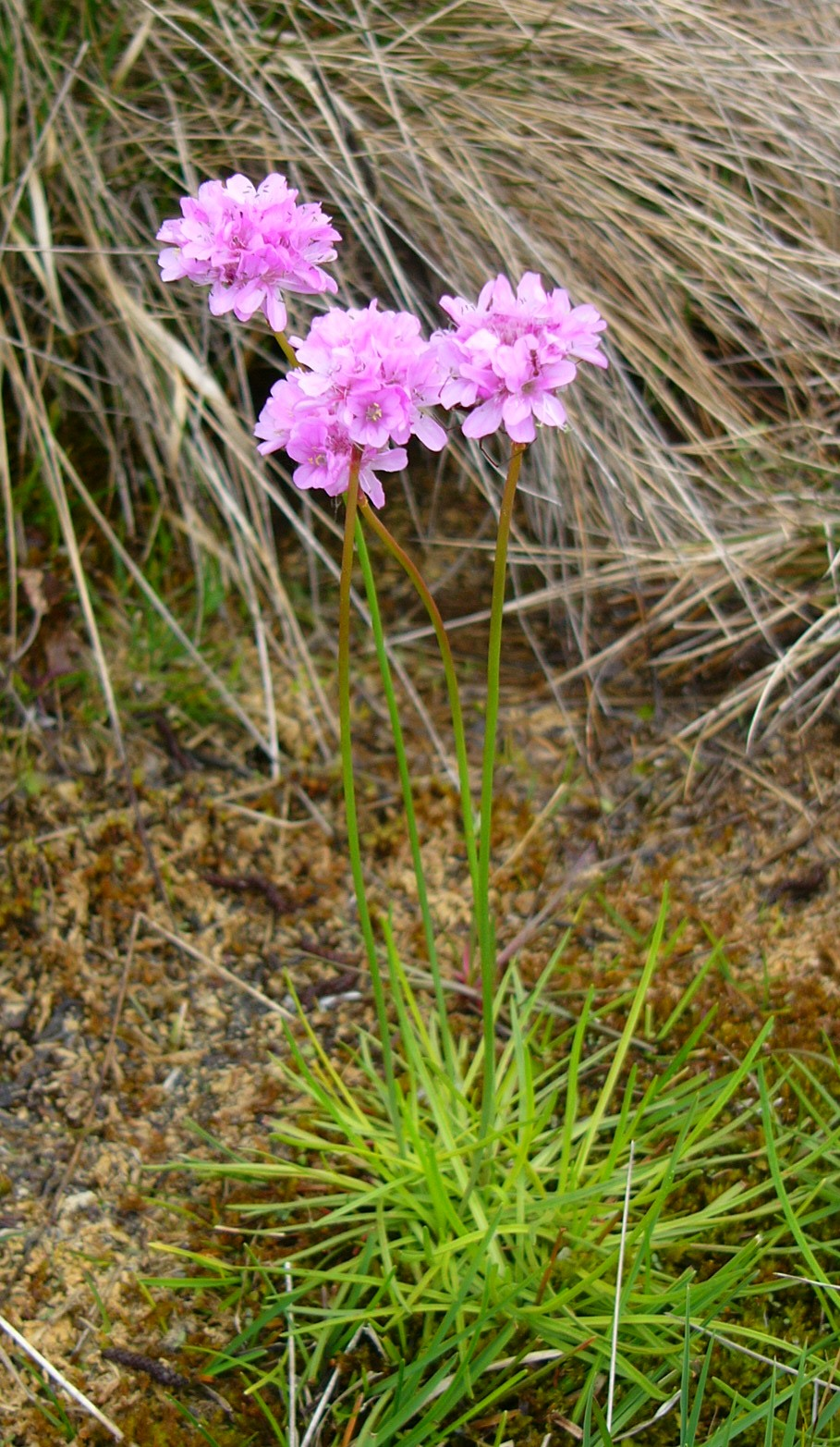
Purpur-Grasnelke (Armeria maritima subsp. purpurea)

### Vegetative Merkmale
Die Strand-Grasnelke ist eine sommergrüne, ausdauernde krautige Pflanze und erreicht Wuchshöhen von bis zu 50 Zentimetern. Sie wächst häufig polsterartig und bildet eine Pfahlwurzel aus.
Ihre bei einer Breite von nur 1 bis 3 Millimetern sehr schmalen, linealischen Laubblätter erinnern an Blätter von Gräsern und sind ein- oder selten dreinervig. Die Laubblätter sind etwas behaart, was als Verdunstungsschutz dienen soll. 

### Generative Merkmale
Die Blütezeit reicht von Mai bis Oktober. Jedes Exemplar entwickelt einen oder zwei Blütenstandsschäfte, die 10 bis 30 Zentimeter lang sind, aufrecht, stielrund und glatt. Die äußeren, stumpfen, mal mehr, mal weniger kurz zugespitzten Hüllblätter des Blütenstandes überragen diese meist nicht. Der Blütenstand ist bei einem Durchmesser von 1,5 bis 2 Zentimetern kugelig und bestehen aus vielen dicht gedrängten, ein- bis dreiblütigen Wickeln mit trockenhäutigen Deck- und Vorblättern. Die äußere Hülle des Blütenstands besteht aus zahlreichen, spiralig gestellten, breit eiförmigen und zum Teil zugespitzten hellbraunen, rötlichen oder grünlichen Deckblättern. Die 4 bis 6 äußersten zu einer den Blütenstandsschaft eng umschließenden Röhre verwachsen sind. Der Blütenstiel ist relativ kurz.
Die zwittrigen Blüten sind 7 bis 11 Millimeter lang. Der Kelch besteht aus einer abstehend behaarten Röhre und einem trichterförmigen farblosen Saum mit 5 in haarfeine Grannen auslaufenden Nerven. Die Kronblätter sind rosa- bis purpurfarben und in der Knospenlage um beim Verblühen einwärts gerollt. Staubblätter und Griffel sind so lang wie der Kelch.
Die Samen sind etwa 3 Millimeter lang, an beiden Enden zugespitzt, glatt und graubraun.

## Ökologie
Die heterostylen Blüten werden von zahlreichen Insektenarten bestäubt. Die Samen (Diasporen) werden durch den Wind oder durch Klettwirkung ausgebreitet.
Die Echte Strand-Grasnelke (Armeria maritima subsp. maritima) scheidet das Salz, das sie über den Boden erhält, über spezielle Drüsen auf der Blattoberfläche aus.

## Vorkommen und Gefährdung
Die Strand-Grasnelke ist auf der gesamten Nord- und Südhalbkugel verbreitet, kommt sogar in Teilen der Antarktis und auf Grönland vor.
Die Art wächst vornehmlich auf Dünen der Meeresküsten, auf Salzwiesen, Sand- und Silikattrockenrasen, in trockenen Wäldern und auf mit Schwermetallen belasteten Böden (auf letzteren vor allem die Unterart halleri). Dort kann die Pflanze toxische Konzentrationen bis zu 0,7 % Zink und 0,15 % Blei erreichen.
Die Unterart Sand-Grasnelke (ssp. elongata) wächst im Binnenland in bodensauren Sandmagerrasen, Silikat-Trockenrasen über Festgestein, Serpentin-Felsfluren und auch in nährstoffarmen, lichten Föhrenwäldern.
Grasnelken kommen sowohl an der Nordsee- und Ostseeküste als auch in Nordostdeutschland im Binnenland vor, gelten aber bundesweit potenziell in ihrem Bestand bedroht. Deshalb werden sie auf der Roten Liste der Gefäßpflanzen Deutschlands in die Vorwarnliste eingeordnet. Naturschutzrechtlich ist die Strand-Grasnelke in Deutschland nach BArtSchV besonders geschützt.

## Systematik
Die Erstveröffentlichung erfolgte 1768 unter dem Namen (Basionym) Statice maritima durch Philip Miller in Gardeners Dictionary, 8. Auflage, Statice no. 3. Die Neukombination zu Armeria maritima (Mill.) Willd. wurde 1809 durch Carl Ludwig von Willdenow in Enumeratio Plantarum ..., Band 1, Seite 333 veröffentlicht.
Die Art Armeria maritima ist sehr formenreich und je nach Autor gibt es von Armeria maritima mehrere Unterarten, die zum Teil früher als eigenständige Arten gelten:
- Echte Strand-Grasnelke (Armeria maritima subsp. maritima): besitzt relativ kurze äußere Hüllblätter, die nur etwa 10 mm lang werden, kurz zugespitzt oder stumpf sind, kürzer als die inneren, und auf dem Rücken grün sind. Ihre Blätter sind nur 1 bis 1,5 Millimeter breit, undeutlich einnervig, fleischig und oft gewimpert. Der Blütenstandsschaft ist oft etwas behaart. Die Blütenköpfe erreichen einen Durchmesser von 15 bis 20 Millimeter. Die Chromosomenzahl beträgt 2n = 18.[4] Sie ist eine Charakterart des Verbands Armerion maritimae.[4]

- Sand-Grasnelke (Armeria maritima subsp. elongata (Hoffm.) Bonnier): besitzt größere äußere Hüllblätter als subsp. maritima, diese sind 10 bis 25 mm lang, lanzettlich und lang zugespitzt. Die Blütenstände weisen einen Durchmesser von 18 bis 25 Millimetern auf. Die spitzen Laubblätter sind 5 bis 12 cm lang und 2 bis 3 Millimeter breit und einnervig. Der Blütenstandsschaft ist stets kahl. Die Chromosomenzahl beträgt 2n = 18.[4] Die Sand-Grasnelke wächst im Binnenland in bodensauren Sandmagerrasen, Silikat-Trockenrasen über Festgestein, Serpentin-Felsfluren und auch in nährstoffarmen, lichten Föhrenwäldern. Sie ist eine Charakterart des Armerio-Festucetum trachyphyllae.[4]

Weitere Unterarten sind beispielsweise:
- Galmei-Grasnelke (Armeria maritima subsp. halleri (Wallr.) Rothm., Syn.: Armeria maritima subsp. serpentini (Gauckler) Rothm., Armeria maritima subsp. bottendorfensis (A.Schulz) Rothm., Armeria maritima subsp. hornburgensis (A.Schulz) Rothm.): Die Chromosomenzahl beträgt 2n = 18.[4] Sie ist eine Charakterart des Verbands Armerion halleri.[4]
- Purpur-Grasnelke (Armeria maritima subsp. purpurea (W.D.J.Koch) Á.Löve & D.Löve): Die Chromosomenzahl beträgt 2n = 18.[4]

## Nutzung
Die Strand-Grasnelke wurde früher als Mittel gegen Epilepsie verwendet wegen des Gehalts an Plumbagin, welches jedoch stark reizend ist. Sie wird häufig als Zierpflanze in Gärten verwendet.

## Trivialnamen
Für die Pflanzenart Armeria maritima werden oder wurden, zum Teil nur regional, auch folgende weitere Trivialnamen verwendet: Berggrasblume, Bergnelke, Goldröseln (Tirol), Grasblume (Schlesien), Grasfilette (Ostfriesland), Grasfilitte (Butjaden), Grasnelke (Pommern), Hasenpoten (Pommern), Hamblaum (Wangerooge), Kittelknopf (Fehrbellin), Kubb-Blömmk (Helgoland), Meergrasblumen (Ostpreußen), gross Meergras, Meernägeln, Mövenblume (Helgoland), Pingsterblöm (Ostfriesland), Pinke (Waldbrühl), Sandnelke, Schlernhexe (Tirol), Seegras (Ostpreußen), Seegrasblumen (Ostpreußen), Seegrasnägelein, Strandkraut, Strandnelke, Strohblume (Bremen) und Winsfelder Rosen (Fusch im Pinzgau).